# Mercedes-Benz Arocs
Le Mercedes-Benz Arocs est un camion du constructeur allemand Mercedes-Benz fabriqué depuis 2013. La cabine est dérivée de l'Antos et a été transformée en cabine chantier.

## Construction
L'Arocs est destiné au marché des travaux publics.

## Moteurs

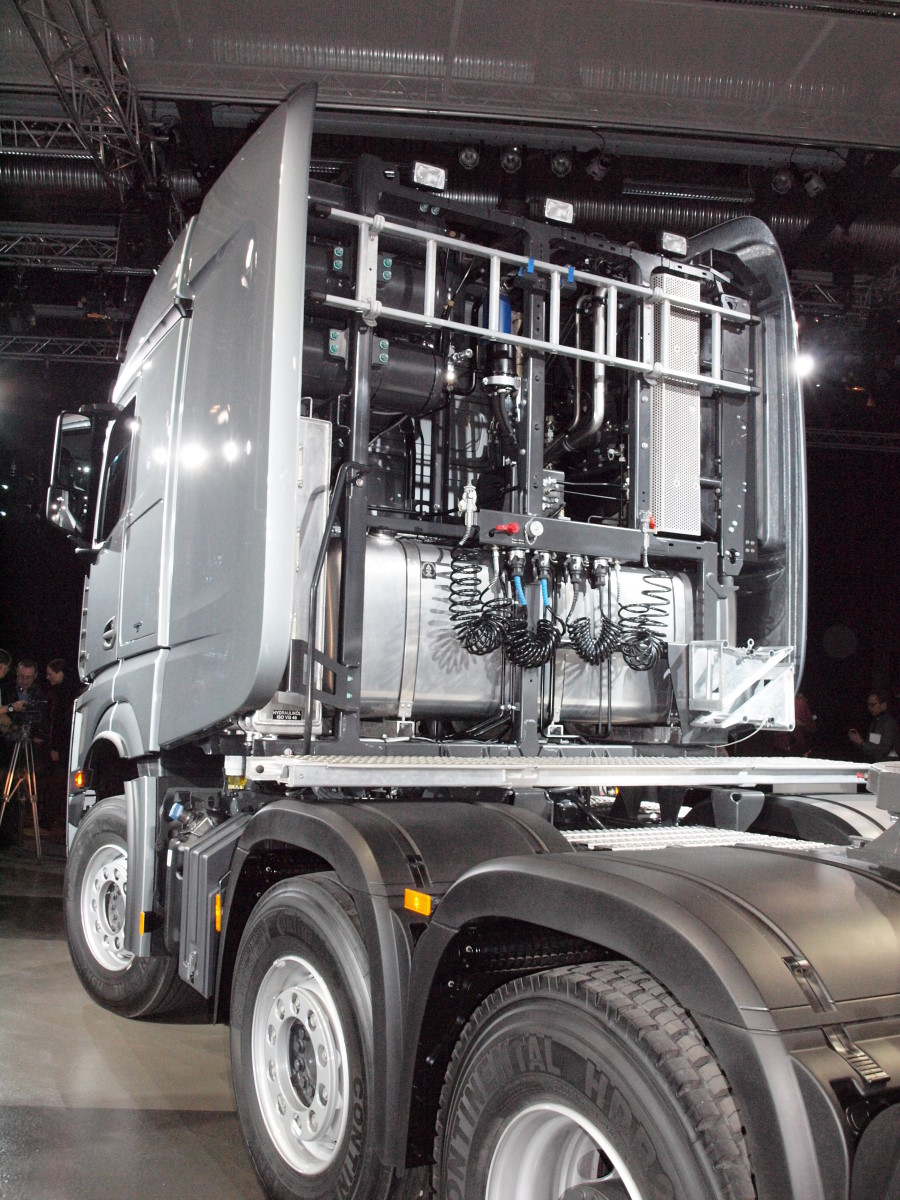